# 재량권의 일탈남용금지 원칙
재량권의 일탈·남용금지 원칙이란 행정청이 부여받은 재량권을 행사함에 있어 일탈·남용되지 않은, 적법한 재량을 행사하여야 한다는 요청이다.
재량권의 일탈은 재량권 유월이라고도 하며, 입법자로부터 부여받은 재량권의 외적 한계를 넘어선 재량권 행사의 위법을 가리킨다.
재량권의 남용은 실권의 법리와 같은 행정법의 일반원칙이나 법의 일반원칙, 조리 등에 의한 한계를 넘어선 위법으로, 재량권의 내적 한계를 넘어선 재량권 행사의 위법을 가리킨다.

## 같이 보기
- 재량권의 일탈